# 瑞紀志穂
瑞紀 志穂（みずき しほ、1974年12月30日 - ）は、日本のAV女優。かつて島津 志穂（しまづ しほ）としてアイドルグループの東京パフォーマンスドールの一員として活動していたが、2007年2月に瑞紀志穂名義で、雑誌グラビアに爆弾告白とともにオールヌードを披露。4月にはAV女優としてデビューした。
ちなみに島津 志穂時代に公称していた生年月日は1972年3月17日。

## 作品

### アダルトビデオ
- いい女は即ピストン Secret desire 8 何出してるんですか!? しまって下さい 絶対入れないから 入り口だけ… 元芸能人も素人娘もオナニーさせれば…（2007年4月21日 DVDレンタル / 2008年5月23日 DVDセル、アテナ映像）[1] …オムニバス作品 他出演:あとみるみ、若葉ゆめ、夢野くらら ※AVデビュー
- 「ミセス旬報 VOL.5」（2007年5月18日 DVDセル / DVDレンタル、アリスJAPAN）[2]
- 奥様欲情日記 私、本当に感じていいの 主人がいるのに… 奥さんのおさね もうこんなに大きくなってる!（2007年5月21日 DVDレンタル、アテナ映像）[3]
- 昼下がりの淫ら妻 24（2007年6月15日 DVDセル、クリスタル映像）[4]
- ようこそ催淫（アブナイ）世界へ 2 おマタ開いて心を閉じて イキたい女の股ぐら事情（2007年6月21日 DVDレンタル、アテナ映像）[5]
- 美熟女…H 22（2007年7月7日 DVDレンタル / 2007年8月10日 DVD 、クリスタル映像）[6]…オムニバス作品 他出演:南原香織、桜井咲子、愛川咲樹、中村りかこ、姫乃蘭
- この熟女いやらしい! 熱く火照る体 ぬめり出す淫部 現実と欲望の狭間で身悶える女たち（2007年7月21日 DVDレンタル、アテナ映像）[7]
- 昼下がりの淫ら妻 8時間100連発!!（2007年11月30日 DVDセル、クリスタル映像）[8]
- マダムマニアックスペシャル 厳選熟女50人（2008年1月25日 DVDセル、クリスタル映像）[9]
- 極選4時間 美熟女…H（2008年3月28日 DVDセル、クリスタル映像）[10]

## 書籍

### 雑誌
- フラッシュ 2007年3月13日号（2007年2月27日、光文社）爆弾告白 元東京パフォーマンスドール「愛人してました」ヌード!
- 週刊アサヒ芸能 2007年3月22日特大号（2007年3月15日、徳間書店）スクープ袋とじ 東京パフォーマンスドール・瑞紀志穂が「有名人乱交」裸暴露
- ビデオボーイ 2007年6月号（2007年4月27日、ジーオーティー）[11]
- 人妻出会いのH話 2007年6月号 Vol.31（2007年4月27日、メディア・クライス）表紙[12]